# Карлентини
Карлентини (итал. Carlentini) је насеље у Италији у округу Сиракуза, региону Сицилија.
Према процени из 2011. у насељу је живело 14900 становника. Насеље се налази на надморској висини од 134 м.

## Становништво
| 1936.  | 1951.  | 1961.  | 1971.  | 1981.  | 1991.  | 2001.  | 2011.  |
| ------ | ------ | ------ | ------ | ------ | ------ | ------ | ------ |
| 10.580 | 11.555 | 12.671 | 11.760 | 13.844 | 16.946 | 16.879 | 17.958 |